# Linsmeau
 (mars 2013).
Si vous disposez d'ouvrages ou d'articles de référence ou si vous connaissez des sites web de qualité traitant du thème abordé ici, merci de compléter l'article en donnant les références utiles à sa vérifiabilité et en les liant à la section « Notes et références ».
Linsmeau (en wallon Lîsmea, en néerlandais Linsmeel) est une section de la commune belge d'Hélécine située en Région wallonne dans la province du Brabant wallon.
Ce village de Hesbaye se trouve au bord de la Petite Gette, à l’extrémité nord-est du Brabant wallon.
C'était une commune à part entière de 1893 jusqu`à la fusion des communes de 1977. Avec deux autres villages de la vallée de la Petite Gette, Opheylissem et Neerheylissem, il forme la nouvelle commune d'Hélécine.

## Étymologie
Linsmeau avec une terminaison réduite roman dérivé de Lijsem, en français Lincent. Linsmeel signifie donc Petit Lijsem. La forme de base Lijsem lui-même est un nom germanique, d'une forme flatteuse de Lindso + Haima, "la maison Lindso".

## Démographie
- Sources:INS, Rem:1831 jusqu'en 1970=recensements, 1976= nombre d'habitants au 31 décembre
- 1900: Scission de Noduwez en 1893

## Histoire
Une seigneurie existait aux environs de l'an 1000, qui faisait partie du duché de Brabant. Les seigneurs successifs résidèrent dans le manoir local. En 1466, Linsmeau souffrit beaucoup de la guerre entre la Bourgogne et la principauté de Liège. Château et église furent pillés au cours de la bataille de Neerwinden
Lors de la création des communes en 1795, le village était suffisamment important que pour devenir une entité communale. Le concordat de 1801, contraignit la paroisse à fusionner avec Opheylissem mais elle retrouva son autonomie en 1839, après l'indépendance de la Belgique.
En 1824 la commune également perdit son indépendance et fut rattachée à Noduwez. Linsmeau retrouva son autonomie communale en 1893. Lors de la grande réforme des structures communales de Belgique, en 1977, elle forma avec Neerheylissem et Opheylissem la commune qui porte le nouveau nom d’Hélécine.
Le 10 août 1914 des unités du 2e CC -Corps de Cavalerie-de l'armée impériale allemande passèrent 18 civils par les armes et détruisirent sept maisons lors des atrocités allemandes commises au début de l'invasion.

## Patrimoine et culture

### Patrimoine architectural
- La chapelle Notre-Dame de la Colombe date de 1327. Depuis 1980, la chapelle et ses environs sont classés comme monument et site protégés.
- L'église Saints-Pierre-et-Paul possède un massif clocher roman. La nef fut bâtie en 1774 par l'abbaye d'Heylissem en prolongement de la tour romane de l'ancienne église.
- Le presbytère date de 1849.
- Entre l'église et la Petite Gette se trouve le château de Linsmeau. Il fut construit durant la seconde moitié du XIVe siècle. Ses tours massives attirent l'attention.

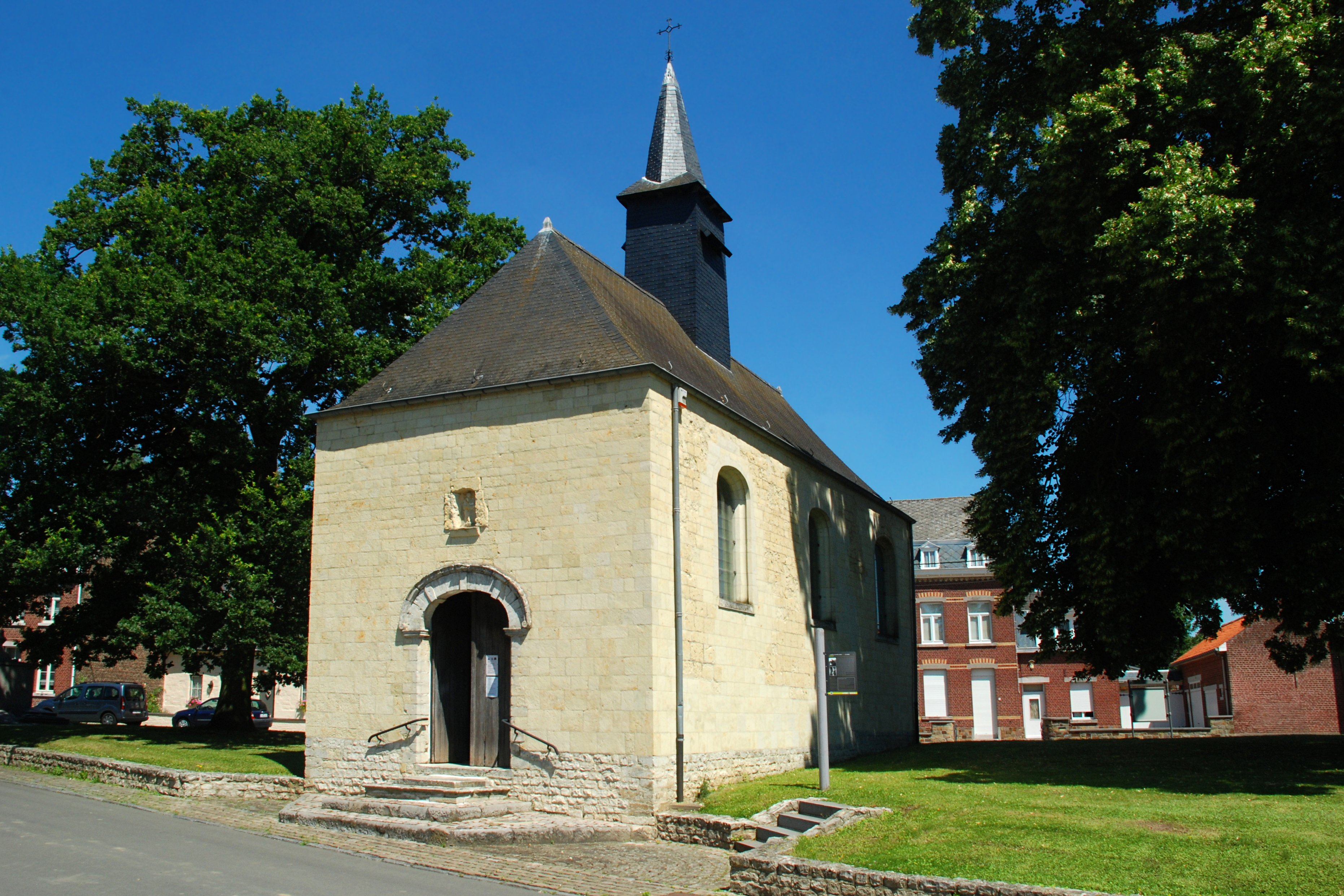
Chapelle Notre-Dame de la Colombe.
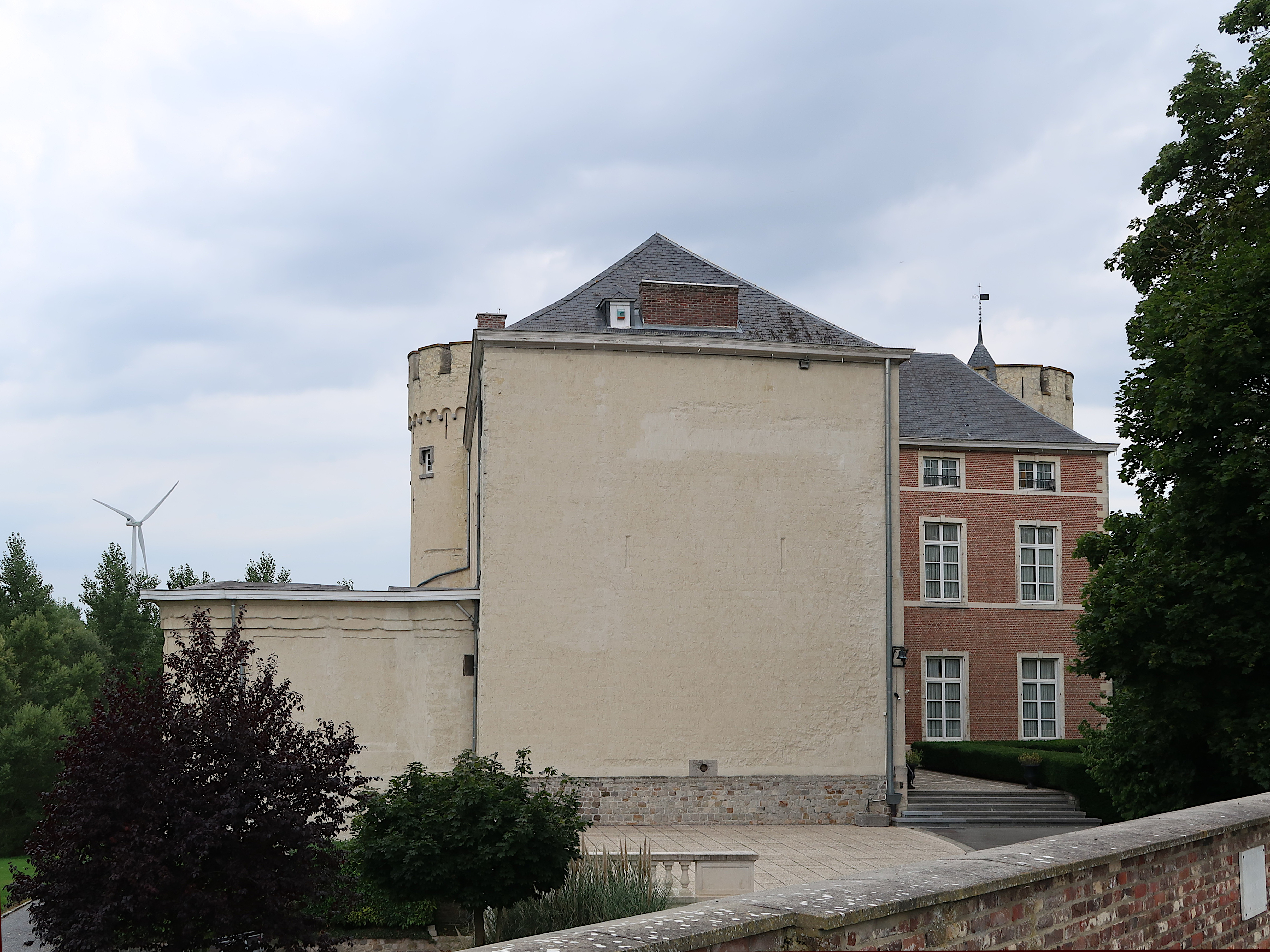
Château de Linsmeau.